# Frank Lortz

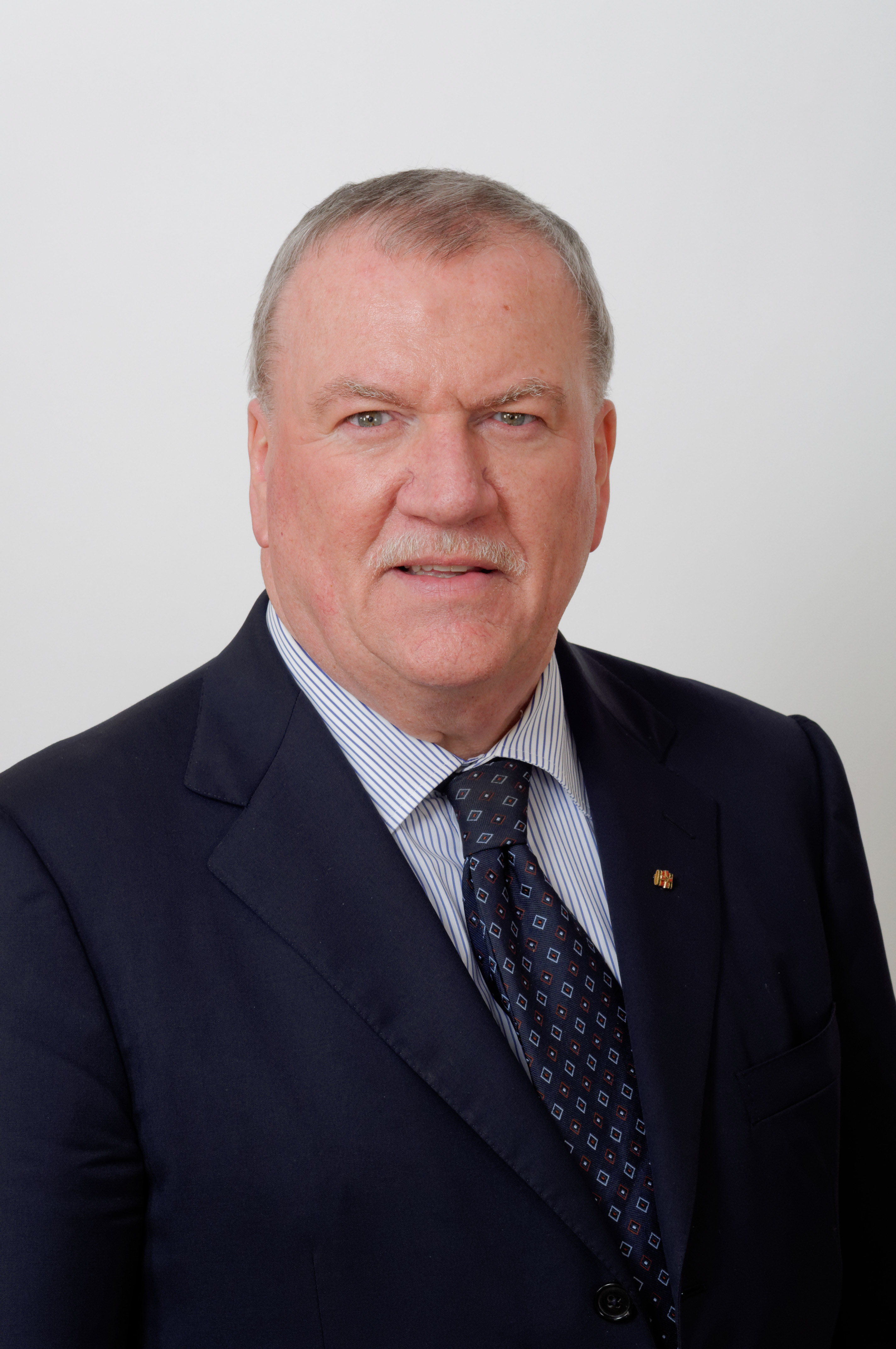
Frank Lortz (2013)

Frank Lortz (* 5. Juni 1953 in Seligenstadt) ist ein deutscher Politiker (CDU). Seit 1982 ist er Abgeordneter im Hessischen Landtag. Vom 5. April 2003 bis zum 5. April 2008 und seit dem 5. Februar 2009 ist Lortz Vizepräsident des Landtages.

## Lebenslauf
1969 bis 1972 absolvierte Frank Lortz eine Ausbildung als Bankkaufmann und war dann bis 1973 als Bankkaufmann bei der Bezirkssparkasse Seligenstadt tätig. Zwischen 1973 und 1977 studierte er Betriebswirtschaftslehre.
Zurzeit ist er selbständiger Unternehmens- und Marketingberater. Er ist ferner Mitglied des Aufsichtsrates der Union Umschau Media Verlags-, Werbe- und Servicegesellschaft mbH und Gesellschafter der Union Umschau Media GmbH mit 33,3 %; stellvertretendes Mitglied des Verwaltungsrates und Mitglied des Kreditausschusses, des Bauausschusses und des Personalausschusses der Landesbank Hessen-Thüringen; Mitglied des Verlagsbeirates des „Hessen Kurier“; stellvertretender Vorsitzender des Vorstandes der Stiftung der Sparkasse Langen-Seligenstadt „Für Kinder und Jugendliche in unserer Region“; Mitglied des Beirats Nord der SV Sparkassenversicherung; Vorsitzender des Sparkassenzweckverbandes Langen-Seligenstadt; Vorsitzender des Verwaltungsrates der Sparkasse Langen-Seligenstadt; Mitglied der Verbandsversammlung des Sparkassenverbandes Hessen/Thüringen und förderndes Mitglied in weiteren etwa 60 Vereinen und Verbänden.
Seit 1979 war Frank Lortz als Gründer und Vorsitzender des Vereinsrings Froschhausen tätig und hat maßgeblich die Vereinstätigkeiten im Seligenstädter Stadtteil Froschhausen geprägt, bis er 2015 sein Amt niederlegte. Seitdem ist er Ehrenvorsitzender.
Lortz ist seit 2003 Träger des Bundesverdienstkreuzes I. Klasse. Seit dem 26. Februar 2024 ist er Ehrenbürger der Stadt Seligenstadt.
Er ist römisch-katholisch, verheiratet, hat zwei Kinder und wohnt in Seligenstadt-Froschhausen.

## Politische Laufbahn
1969 trat Lortz in die CDU ein. Von März 1977 bis Juni 2008 war er Mitglied der Stadtverordnetenversammlung Seligenstadt. Von 1977 bis 1982 war Lortz Geschäftsführer der CDU-Fraktion im Kreistag Offenbach und von 1979 bis 2001 Vorsitzender des CDU-Ortsverbandes Froschhausen. 1980 wurde er stellvertretender Kreisvorsitzender der CDU Offenbach-Land. Seit April 1985 ist Lortz Mitglied des Kreisausschusses des Kreises Offenbach. Zwischen März 1989 und März 1997 war er Vorsitzender der CDU-Stadtverordnetenfraktion und wurde am 1. April 1997 stellvertretender Vorsitzender der Stadtverordnetenversammlung.
Seit dem 1. Dezember 1982 ist Frank Lortz Mitglied des Hessischen Landtages. Von 1987 bis 1991 war er dort Vorsitzender des Unterausschusses zur Nachprüfung der Staatshaushaltsrechnung. Von März 1999 bis März 2003 war er stellvertretender Vorsitzender der CDU – Landtagsfraktion und derzeit Vizepräsident des Landtages. Auch für die  21. Wahlperiode wurde er am 18. Januar 2024 wieder zu einem von vier Vizepräsidenten des Landtags gewählt.
Bei der Landtagswahl in Hessen 2009 am 18. Januar 2009 trat Lortz für den Wahlkreis Offenbach Land III als Direktkandidat an und konnte sich u. a. gegen Judith Pauly-Bender, die Kandidatin der SPD, und René Rock, den Kandidaten der FDP, durchsetzen.
1999, 2004, 2009, 2010, 2012, 2017 und 2022 war er Mitglied der Bundesversammlung.
Er ist Ehrenvorsitzender der Jungen Union auf Orts-, Stadt- und Kreisebene, finanzpolitischer Sprecher der CDU Hessen und seit 2001 Ehrenvorsitzender der CDU Froschhausen.